# تشاك لابل
تشاك لابل هو مغن مؤلف ومغني كندي، ولد في 18 مارس 1954 في Mattawa, Ontario ‏ في كندا.

## وصلات خارجية
- تشاك لابل على موقع ميوزك برينز (الإنجليزية)